# Benzochinon
Benzochinon je označení pro chinon s jedním benzenovým jádrem, existují pouze dva izomery:
- 1,4-benzochinon (také nazývaný p-benzochinon, para-benzochinon, para-chinon nebo jen chinon)
- 1,2-benzochinon (také nazývaný o-benzochinon, orto-benzochinon, orto-chinon)

1,4-benzochinon
1,2-benzochinon

Benzochinony byly nalezeny v oddencích rostliny Iris kemaonensis.